# Miconia organensis
Miconia organensis är en tvåhjärtbladig växtart som beskrevs av George Gardner. Miconia organensis ingår i släktet Miconia och familjen Melastomataceae. Inga underarter finns listade i Catalogue of Life.